# الله‌یارلی (بیلقان)
الله‌یارلی (به لاتین: Allahyarlı) یک منطقه مسکونی در جمهوری آذربایجان است که در شهرستان بیلقان واقع شده است. الله‌یارلی ۶۷۱ نفر جمعیت دارد.